# ميليسنت سيموندز
ميليسنت سيموندز هي ممثلة أمريكية ولدت في 6 مارس 2003.

## روابط خارجية
- ميليسنت سيموندز على موقع IMDb (الإنجليزية)
- ميليسنت سيموندز على موقع ميتاكريتيك (الإنجليزية)
- ميليسنت سيموندز على موقع روتن توميتوز (الإنجليزية)
- ميليسنت سيموندز على موقع ألو سيني (الفرنسية)
- ميليسنت سيموندز على موقع قاعدة بيانات الفيلم (الإنجليزية)